# Ikonografie
Ikonografie (auch Ikonographie; von altgriechisch εἰκών eikṓn „Bild“ und -graphie) ist eine wissenschaftliche Methode der Kunstgeschichte, die sich mit der Bestimmung und Deutung von Motiven in Werken der bildenden Kunst beschäftigt. Im Gegensatz dazu wird die Erforschung und Interpretation von Inhalt und Symbolik der Bildgegenstände unter Berücksichtigung von zeitgenössischen literarischen Quellen wie der Philosophie, Dichtung und Theologie, die auf die jeweiligen Motive und ihre Darstellungsweise Einfluss hatten, als Ikonologie bezeichnet.
Eine erste systematische Lehre dieser Methode legten die Kunsthistoriker Aby Warburg und Erwin Panofsky vor.

## Entwicklung
Ursprünglich bezeichnete der Begriff die klassische Porträtkunde der Antike. Die Ikonografie Caesars beispielsweise ist die Sammlung aller Porträts, die Caesar darstellen.
Seit dem Ende des 19. Jahrhunderts ist mit Ikonografie die Inhaltsdeutung in der bildenden Kunst gemeint. Sie widmete sich zunächst vorrangig der Entschlüsselung von Darstellungen der christlichen Kunst und von mythologischen Motiven. Eine wichtige Quelle für die Ausforschung der Bildsymbolik der Skulpturen in Kathedralen, der illuminierten Handschriften des Mittelalters und kirchlicher Gemälde aller Art ist der Physiologus und insbesondere die Legenda aurea, aus der sich die meisten Heiligenattribute und Lebensszenen ableiten. Auch mittelalterliche Predigten sind Quellen von hohem Rang.
Eine besondere Herausforderung für die Kunstgeschichte stellten die absichtlich komplizierten und verrätselten Allegorien und Embleme der Renaissance und des Barock dar. So erwachte bei Renaissancekünstlern das Interesse an nichtchristlichen Quellen wie den ägyptischen Hieroglyphen, beschrieben von Horapollon in einer 1419 entdeckten Schrift. 1499 erschien der allegorische Roman Hypnerotomachia Poliphili des Francesco Colonna, der ebenso wie Andrea Alciatos Emblematum liber von 1531 und die Iconologia des Cesare Ripa von 1593 Künstlern zur Verrätselung – und später Kunsthistorikern zur Enträtselung – von Bildern diente. In der Folge greifen auch Strömungen wie die Alchemie oder die Freimaurerei in die künstlerische Ikonografie ein.

## Erweiterung
Im übertragenen und verallgemeinerten Sinne werden heute Zusammenhänge zwischen Bildsymbolik und Kunstwerk unter diesem Begriff verstanden.
Als Wissenschaft von den Bildinhalten steht die Ikonografie auch im Dienste der Identifizierung dargestellter Personen.
Außerhalb der Kunstgeschichte werden ikonografische Studien auch in anderen akademischen Disziplinen wie Semiotik, Anthropologie, Soziologie, Medienwissenschaft, Kommunikationswissenschaft, Filmwissenschaft und Kulturwissenschaft durchgeführt. Hier besteht das Interesse oft an Bildmotiven der Populärkultur. Untersucht wird etwa die visuelle Sprache von Kino, Fernsehen oder Social-Media-Plattformen und Selfies.
Die zeitgenössische Ikonografieforschung stützt sich häufig auf Theorien des visuellen Framings, um so unterschiedliche Themen wie die von verschiedenen Akteuren geschaffene Ikonografie des Klimawandels, die von internationalen Organisationen geschaffene Ikonografie von Naturkatastrophen, die in der Presse verbreitete Ikonografie von Epidemien oder von sexuellem Kindesmissbrauch und die Ikonografie des Leidens in den sozialen Medien zu behandeln.